# 松ヶ浦海水浴場
松ヶ浦海水浴場（まつがうらかいすいよくじょう）は、三重県四日市市富田一色地区の伊勢湾沿岸に開設されていた海水浴場である。富田一色浜とも呼ばれる。松が茂げる海水浴場として有名であったが伊勢湾台風の被害が甚大であり、沿岸の富田一色の浜洲の浜横町は壊滅して多数の死者が出た。交通アクセスは国鉄富田駅及び近鉄富洲原駅（三重郡富洲原町大字松原平町→三重郡川越町大字豊田に立地）から下車する。名古屋市方面や東洋紡績富田工場の社員や家族の海水浴場客で賑わった。

## 位置
- 松ヶ浦海水浴場の地形（南端・北端・沖合・南側・北側）は以下である。
  - 南端は、富田一色南條である。
  - 北端は、富田一色中条である。
  - 沖合は、四日市市富田一色地区富双二丁目。伊勢湾沿岸の区域（現在の四日市市富双遠洋漁業基地沿いの四日市港の霞埠頭）である。
  - 南側は、富田浜地区（四日市市東富田町）。
  - 北側は、富田一色地区と天ヶ須賀地区の中間にある漁港の富洲原港。

## 概要
- 現在の四日市市富田一色地区の富双埋め立て地。松の木が美しく、景勝地として知られた松ヶ浦も人気の海水浴場だった。時折り地引網を引く姿も見られた。[1]
- 富田一色の南端の富田一色豊富町自治会の富田一色南條（富田一色南部）の豊富町の浜から北に向かって富田一色江戸町自治会の江戸町沖の富田一色中条（富田一色中部）の区域が、松ヶ浦と呼称されて、須賀浦海水浴場と同時期に繁栄した伊勢湾沿いの海水浴場であった。数多くの老松の古木が茂り、別荘が5軒～6軒点在する、高波が無い波がおだやかな砂浜であった。海岸には浜店（売店）が立ち並んで、かき氷・ラムネ・スルメなどを販売していた。貸席・女性海水浴客専用の脱衣所・貸ボートなど色々な遊泳設備が整っていた。1917年（大正6年）に東洋紡績富田工場が松原地区に設立されて、紡績工場の休日には東洋紡績の従業員や、宮町社宅に住む家族たちが、松ヶ浦海水浴場に遊泳に来たり、名古屋市・亀山市方面からの海水浴場客も多くて大いに富田一色の浜辺は賑わった。四日市市立富洲原小学校が、大字富田一色の富田一色町の存在した頃は、愛知県の津島中学校（現在の愛知県立津島高等学校）の生徒が、夏休み中に四日市市立富洲原小学校内の施設に宿泊して、水練学校を開設した事があった。また1935年（昭和10年）頃には地元の旧制富田中学校（現在の三重県立四日市高等学校）の生徒も松ヶ浦海水浴場で水泳訓練をしていた。

## 現在
- 現在は「伊勢湾台風殉難慰霊碑」が設置されている富田一色町海浜緑地公園となっている。
- 平成期には国道23号線の名四国道と富双2丁目の遠洋漁業基地の埋め立て工事がされて砂浜もなくて海水浴場の面影が無くなった。[2]

## アクセス
- 国鉄 関西本線の富田駅より東方面（約800mで徒歩5分）。
- 近鉄川越富洲原駅より南東方面
- 近鉄富田駅より北東方面